# Vyžaina
Vyžaina (polsky Pisa Wisztyniecka) je řeka v sererní části Polska, v Podleském vojvodství, v powiatu Suwałki a v jihozápadní části Litvy, v Marijampolském kraji v okrese Vilkaviškis. Vytéká z jezera Wiżajny u vsi Burniszki, teče převážně směrem západním, po 3,7 km protíná Polsko – Litevskou hranici, vzápětí přibírá pravý přítok, vytékající z jezera Dunojevas. U vsi Varteliai přibírá levý přítok jménem Vizga. Do jezera Vištytis se vlévá v jeho jihovýchodní části u vsi Pakalniai. Je to jeho největší přítok. Jeho délka na litevské straně je 2,9 km, tedy celková délka je 6,6 km. Plocha jejího povodí je celkem 55,6 km², z toho v Polsku 44,2 km², v Litvě 11,4 km².